# IDEF0
IDEF0 (Integration DEFinition for Function) is een methode om een diagram te maken van een bewerkingsproces of bedrijfsproces. Bij IDEF0 stelt een rechthoek een processtap voor. Deze processtap heeft één of meerdere ingangen en uitgangen, deze worden met pijlen weergegeven. 
De uitgang van een processtap ontstaat door een bewerking van de ingang. Hierbij wordt niet op de werking van de processtap ingegaan maar alleen op de functie die de stap vervult. Deze benadering van de werkelijkheid wordt een functioneel model genoemd.
De kant waarmee een pijl met de rechthoek is verbonden heeft in IDEF0 een betekenis. De linkerkant is voor de ingang en de rechterkant voor de uitgang. De bovenkant is voor besturing van de processtap. De onderkant is voor ingaande bewerkingsdetails (het mechanisme van de functie) of voor uitgaande verwijzingen naar andere processtappen die de bewerkingsdetails bevatten.